# Circumdaksha roseovenosa
Circumdaksha roseovenosa är en insektsart som först beskrevs av Melichar 1901.  Circumdaksha roseovenosa ingår i släktet Circumdaksha och familjen Flatidae. Inga underarter finns listade i Catalogue of Life.